# 泰国卷柏
泰国卷柏（学名：Selaginella siamensis），为卷柏科卷柏属下的一个植物种。种加名 siamensis 意为“暹罗的”。